# Nassira Camara
Pour les articles homonymes, voir Camara.
Nassira Camara est une joueuse de volley-ball française née le 28 juin 1983 à Puteaux (Hauts-de-Seine). Elle mesure 1,87 m et joue attaquante. En 2007, elle a interrompu  sa carrière le temps de donner naissance à un enfant. Sa sœur ainée Aminata Camara est également joueuse de volley-ball.

## Clubs
| Club                   | Pays    | De            | À             |
| ---------------------- | ------- | ------------- | ------------- |
| SES Calais             | France  | 2001-2002     | 2001-2002     |
| CSM Clamart            | France  | 2002-2003     | 2002-2003     |
| RC Villebon 91         | France  | 2003-2004     | 2003-2004     |
| USSP Albi              | France  | 2004-2005     | 2004-2005     |
| Istres Volley-Ball     | France  | 2005-2006     | 2005-2006     |
| Le Cannet-Rocheville   | France  | 2006-2007     | 2006-2007     |
| Venelles Volley-Ball   | France  | janvier 2008  | 2007-2008     |
| Le Cannet-Rocheville   | France  | 2008-2009     | 2008-2009     |
| Anatolia Thessalonique | Grèce   | 2009-2010     | 2009-2010     |
| Venelles Volley-Ball   | France  | novembre 2010 | décembre 2010 |
| Karşıyaka İzmir        | Turquie | 2010-2011     | 2010-2011     |
| Volley 2002 Forlì      | Italie  | 2011-2012     | 2011-2012     |
| Istres OPVB            | France  | 2012-2013     | 2012-2013     |
| Évreux Volley-ball     | France  | 2013-2014     | …             |